# 外村義郎
外村 義郎（とのむら よしろう、1872年 - 1939年）は、日本の信徒伝道者。植村正久の弟子。

## 生涯
明治5年（1872年）に滋賀県彦根市に生まれる。明治21年（1888年）に上京し、銀行で働きながら、東京商業学校（現一橋大学）で学ぶ。その中で、明治22年1889年頃、キリスト教に触れ、明治23年1890年に植村正久から洗礼を受ける。
ドワイト・ムーディーとアイラ・サンキーの伝記を読んで影響を受けて、献身した。神学校に入り、卒業後日本基督教会の信徒伝道者として、埼玉県で巡回伝道をした。その後、全国を巡回する。明治26年（1893年）には、北海道滝川市で滝川教会を開拓する。
明治27年（1894年）に滝川村から、開村4年目の旭川村に徒歩で入村し、旭川村２条5丁目に「日本基督教会旭川講義所」（現・日本キリスト教会旭川教会）を開設する。10月には山口庄之助伝道師を招く。
1897年（明治30年）には、日本基督教会神戸教会を支援した。一番町教会で植村正久の補助者になる。1900年（明治33年）、短期間名古屋市の金城教会に赴任する。
1902年（明治35年）頃植村自宅で開いた神学学習会に出席した。その学習会が後に、東京神学社になる。
その後、岐阜、名古屋、東京でも活動する。外村は主に無産労働者に伝道を行った。

## 著書
- 『信仰問答』